# Canton de Montrevault
Le canton de Montrevault est une ancienne division administrative française située dans le département de Maine-et-Loire et la région Pays de la Loire.
Il disparait aux élections cantonales de mars 2015, réorganisées par le redécoupage cantonal de 2014.

## Composition
Le canton de Montrevault comprenait onze communes et comptait 15 981 habitants (population municipale) au 1er janvier 2012.
| Nom                        | Code Insee | Intercommunalité          | Population (dernière pop. légale) |
| -------------------------- | ---------- | ------------------------- | --------------------------------- |
| Montrevault (chef-lieu)    | 49218      | CC Montrevault Communauté | 1 294 (2013)                      |
| La Boissière-sur-Èvre      | 49033      | CC Montrevault Communauté | 420 (2013)                        |
| Chaudron-en-Mauges         | 49083      | CC Montrevault Communauté | 1 471 (2013)                      |
| La Chaussaire              | 49085      | CC Montrevault Communauté | 803 (2013)                        |
| Le Fief-Sauvin             | 49137      | CC Montrevault Communauté | 1 666 (2013)                      |
| Le Fuilet                  | 49145      | CC Montrevault Communauté | 1 949 (2013)                      |
| Le Puiset-Doré             | 49252      | CC Montrevault Communauté | 1 182 (2013)                      |
| Saint-Pierre-Montlimart    | 49313      | CC Montrevault Communauté | 3 404 (2013)                      |
| Saint-Quentin-en-Mauges    | 49314      | CC Montrevault Communauté | 1 059 (2013)                      |
| Saint-Rémy-en-Mauges       | 49316      | CC Montrevault Communauté | 1 485 (2013)                      |
| La Salle-et-Chapelle-Aubry | 49324      | CC Montrevault Communauté | 1 331 (2013)                      |

## Géographie
Situé dans les Mauges, ce canton était organisé autour de Montrevault dans l'arrondissement de Cholet. Sa superficie était de 198,85 km2 (19 885 hectares), et son altitude variait de 12 mètres pour Saint-Pierre-Montlimart) à 165 mètres pour Saint-Quentin-en-Mauges), avec une moyenne de 90 mètres.
| Nom de la commune          | Surface (ha) | Alt. mini (m) | Alt. maxi (m) |
| -------------------------- | ------------ | ------------- | ------------- |
| La Boissière-sur-Èvre      | 602          | 17            | 102           |
| Chaudron-en-Mauges         | 2 571        | 25            | 146           |
| La Chaussaire              | 1 220        | 52            | 106           |
| Le Fief-Sauvin             | 3 029        | 28            | 109           |
| Le Fuilet                  | 1 543        | 30            | 107           |
| Montrevault                | 266          | 23            | 106           |
| Le Puiset-Doré             | 2 262        | 68            | 109           |
| Saint-Pierre-Montlimart    | 2 229        | 12            | 106           |
| Saint-Quentin-en-Mauges    | 2 131        | 78            | 165           |
| Saint-Rémy-en-Mauges       | 2 156        | 17            | 109           |
| La Salle-et-Chapelle-Aubry | 1 876        | 43            | 121           |

## Histoire
Le canton de Montrevault (chef-lieu) est créé en 1790. Il est rattaché au district de Saint-Florent-le-Vieil, puis en 1800 à l'arrondissement de Beaupreau, et à sa disparition en 1857, à l'arrondissement de Cholet.
Dans le cadre de la réforme territoriale, un nouveau découpage territorial pour le département de Maine-et-Loire est défini par le décret du 26 février 2014. Le canton de Montrevault disparait aux élections cantonales de mars 2015, rattaché au canton de Beaupréau.

## Administration

### Conseillers généraux de 1833 à 2015
| Période | Période          | Identité                                                | Étiquette                    | Qualité |
| ------- | ---------------- | ------------------------------------------------------- | ---------------------------- | --- |
| 1833    | 1835 (démission) | Comte Luc Jean de Gibot                                 |                              | Maire de Bouzillé                                                                                          |
| 1835    | 1839             | Jean-Jacques Duboys                                     | Centre gauche                | Conseiller à la Cour royale de Paris Député (1815, 1830-1839)                                              |
| 1839    | 1848             | Michel Déhérain                                         |                              | Ancien notaire à Paris                                                                                     |
| 1848    | 1853 (démission) | Comte Zacharie du Réau de la Gaignonnière               | Droite                       | Propriétaire du château de Barot, à La Salle-et-Chapelle-Aubry                                             |
| 1853    | 1867             | Jean Théodore Saillard                                  |                              | Conseiller à la Cour Impériale de Paris                                                                    |
| 1867    | 1872 (décès)     | Vicomte Joseph d'Armaillé fils                          |                              | Lieutenant, Saint-Pierre-Montlimart                                                                        |
| 1872    | 1901             | Comte Zacharie du Réau de La Gaignonnière               | Droite                       | Propriétaire du château de Barot à La Salle-et-Chapelle-Aubry                                              |
| 1901    | 1919             | Zacharie du Réau de la Gaignonnière (fils du précédent) | Droite                       | Ancien zouave pontifical Propriétaire du château de Barot à La Salle-et-Chapelle-Aubry                     |
| 1919    | 1937             | Jean de Villoutreys                                     | Conservateur                 | Maire de Chaudron-en-Mauges                                                                                |
| 1937    | 1940             | Comte Roger de Monteclerc                               | Union Nationale              | Maire de La Chaussaire, conseiller d'arrondissement Nommé conseiller départemental en 1943                 |
|         |                  |                                                         |                              | |
| 1945    | 1972 (décès)     | Pierre de Villoutreys de Brignac                        | DVD puis RPF puis RS puis RI | Maire de Chaudron-en-Mauges, ancien conseiller d'arrondissement                                            |
| 1972    | 1992             | Christian de Villoutreys (Fils du précédent)            | RI puis UDF-PR               | Maire de Chaudron-en-Mauges                                                                                |
| 1992    | 2010 (démission) | Christian Gaudin                                        | UDF puis MoDem puis NC       | Enseignant du supérieur Sénateur de 2001 à 2010, ancien maire du Fuilet, administrateur supérieur des TAAF |
| 2011    | 2015             | Serge Piou                                              | UMP                          | Fleuriste Maire puis maire délégué de Saint-Pierre-Montlimart (2008-2020)                                  |

### Résultats électoraux détaillés
- Élections cantonales de 2004 : Christian Gaudin (UDF) est élu au 1er tour avec 59,82 % des suffrages exprimés, devant Jean-Claude Deziles (PRG) (19,51 %) et A.Marie Durafour (FN) (10,49 %). Le taux de participation est de 64,46 % (7 211 votants sur 11 187 inscrits)[9].
- Élections cantonales de 2011 : Serge Piou (UMP) est élu au 1er tour avec 56,66 % des suffrages exprimés, devant Marie-Jeanne Ragueneau (PRG) (15,49 %) et Christophe Douge (VEC) (6,5 %). Le taux de participation est de 49,94 % (2 651 votants sur 5 308 inscrits)[10].

### Conseillers d'arrondissement (de 1833 à 1940)
Le canton de Montrevault appartenait à l'arrondissement de Beaupreau jusqu'à sa disparition en 1857, puis à l'arrondissement de Cholet.
| Période                                  | Période      | Identité                                      | Étiquette       | Qualité |
| ---------------------------------------- | ------------ | --------------------------------------------- | --------------- | --- |
| 1833                                     | 1842         | Édouard Michel Poirier du Lavouër (1793-1865) |                 | Propriétaire à Montrevault                                                                                  |
| 1842                                     | 1848         | Comte Henri Louis Marie de Durfort-Civrac     |                 | Propriétaire à Beaupréau                                                                                    |
|                                          |              |                                               |                 | |
| av.1911                                  | 1922 (décès) | Baron Jacques de Villoutreys (1870-1922)      |                 | Propriétaire du château du Plessis-Clairembault, à Saint-Rémy-en-Mauges                                     |
| 1922                                     | 1937         | Roger de Monteclerc                           | Union Nationale | Maire de La Chaussaire, Président du comice agricole                                                        |
| 1937                                     | 1940         | Pierre de Villoutreys de Brignac              | Droite          | Mairede Chaudron-en-Mauges                                                                                  |
| 1940                                     |              |                                               |                 | Les conseils d'arrondissement ont été suspendus par la loi du 12 octobre 1940 et n'ont jamais été réactivés |
| Les données manquantes sont à compléter. |              |                                               |                 | |

## Démographie
| 1962   | 1968   | 1975   | 1982   | 1990   | 1999   | 2006   | 2011   | 2012   |
| ------ | ------ | ------ | ------ | ------ | ------ | ------ | ------ | ------ |
| 13 686 | 14 301 | 14 438 | 14 680 | 14 640 | 14 047 | 14 795 | 15 871 | 15 981 |